# Lina Miedema
Lina Miedema (2 november 1997) is een Nederlands korte- en langebaanschaatsster.

## Records

### Persoonlijke records
Hieronder volgt een lijst met persoonlijke records van Miedema:
| Afstand    | Tijd    | Datum            | Baan       |
| ---------- | ------- | ---------------- | ---------- |
| 500 meter  | 38,91   | 26 januari 2019  | Heerenveen |
| 1000 meter | 1.17,56 | 26 januari 2019  | Heerenveen |
| 1500 meter | 2.02,50 | 12 januari 2019  | Heerenveen |
| 3000 meter | 4.40,18 | 29 december 2013 | Erfurt     |